# Chudania wudangana
Chudania wudangana är en insektsart som beskrevs av Zhang och Yang. Chudania wudangana ingår i släktet Chudania och familjen dvärgstritar. Inga underarter finns listade i Catalogue of Life.